# 大英國協體育館和克里斯·霍伊自由車館
大英國協體育館和克里斯·霍伊自由車館，因為贊助商而聞名的阿聯酋航空體育館，是一座位於蘇格蘭格拉斯哥達爾馬諾克的室內體育館和自由車館。體育館是為了2014年大英國協運動會而建的，羽球和自由車場地賽都於此舉行。 

## 外部連結
- 官方網站
- Commonwealth Games page （页面存档备份，存于）
- Fly-through video （页面存档备份，存于）